# Kostel Panny Marie (Olius)
Kostel Panny Marie, katalánsky Santa Maria del Vilaró, je stavba v obci Olius. Je katalánskou kulturní památkou lokálního významu (IPAC 17454).

## Popis
Románský kostel z 11. století stojí na místě původního kostela Santa Fe d'Anseresa. Tvoří ho chrámová loď a zaoblená apsida. Loď je zakončena gotickou klenbou. Spodní část fasády je z velkých kamenných bloků. Apsida má dvojité okno. Nad vchodem je zvonička s jedním zvonem přistavěná v 19. století.

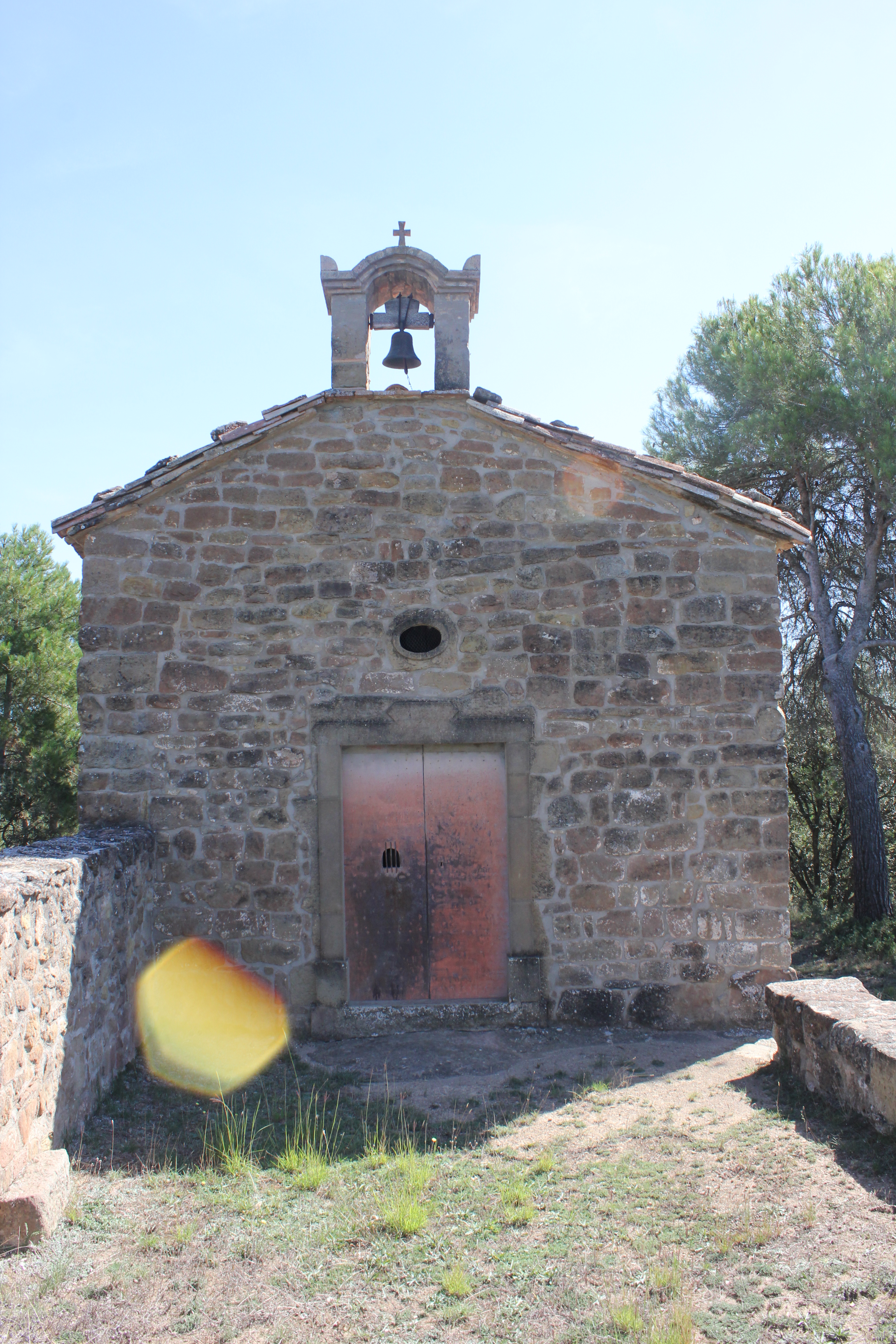
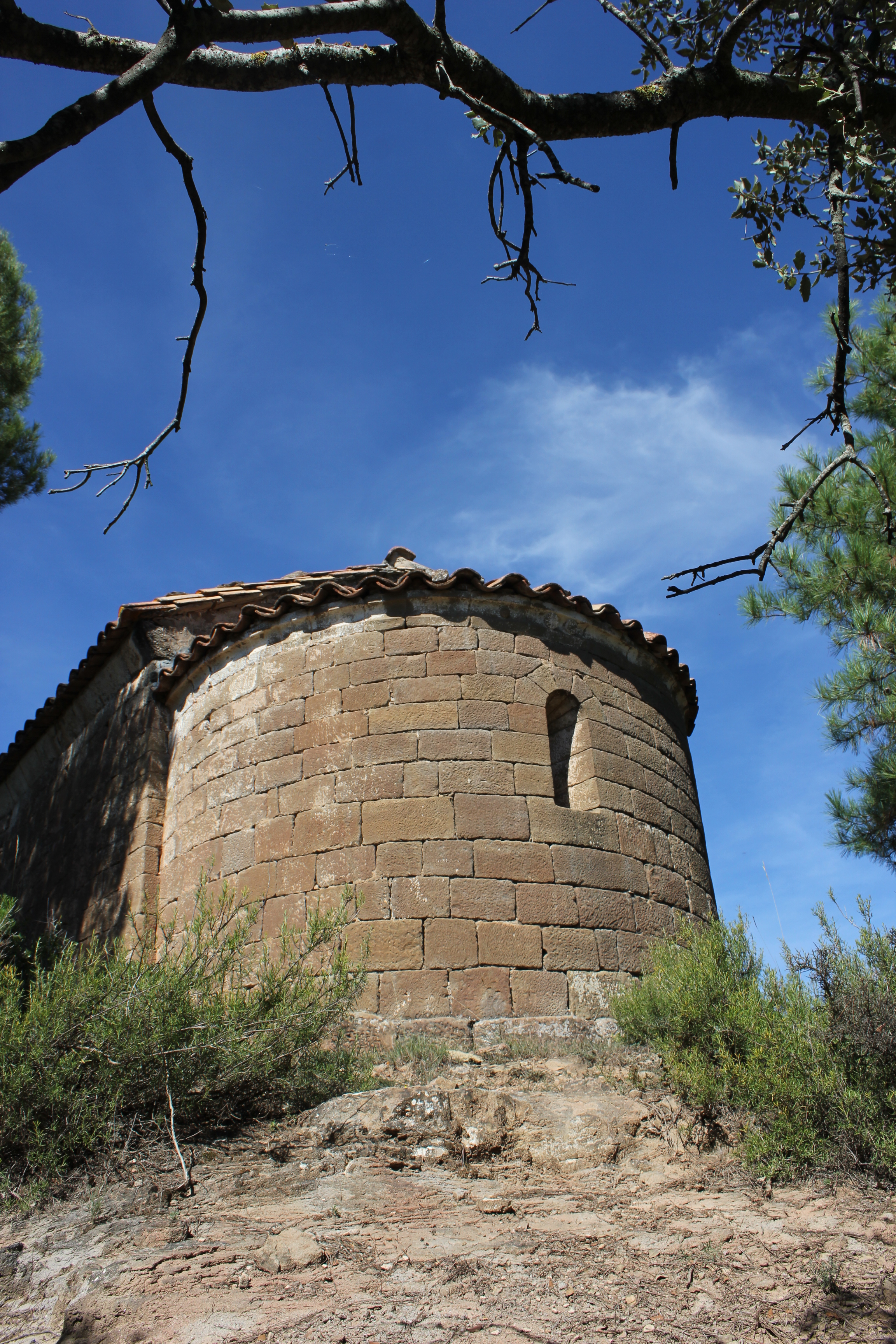
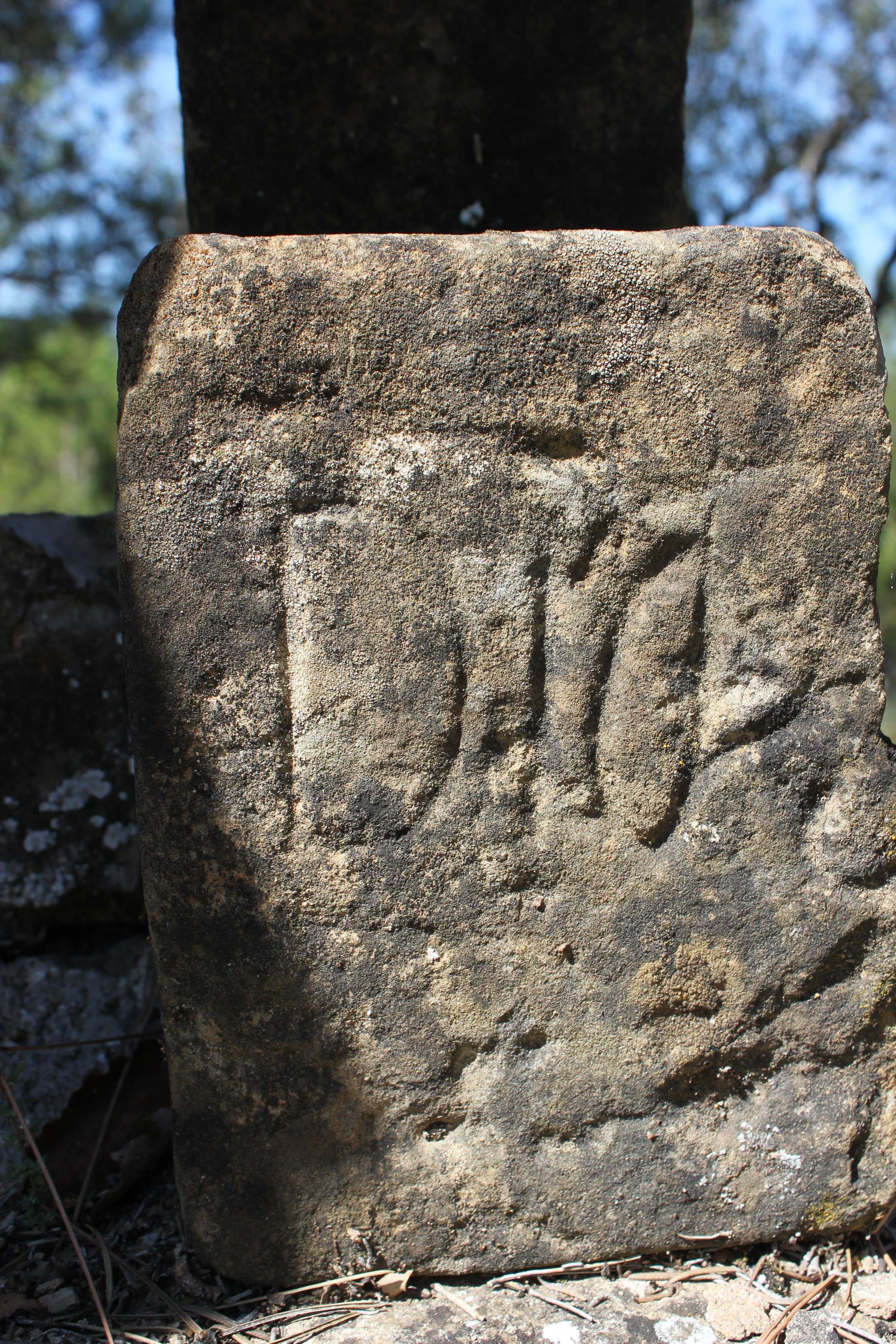